# Un homme à femmes (film)
Pour les articles homonymes, voir Un homme à femmes, Ladies Man et L'Homme à femmes.
Pour plus de détails, voir Fiche technique et Distribution.
Un homme à femmes (The Ladies Man) est un film américain réalisé par Reginald Hudlin et sorti en 2000.

## Synopsis
Leon Phelps est animateur d'une émission de radio sur l'amour dans laquelle il répond aux questions des auditeurs. Mais, un jour, cet accro des années 70, tient des propos inappropriés et est renvoyé. Il décide alors de trouver un nouvel emploi.

## Fiche technique
- Titre : Un homme à femmes
- Titre original : The Ladies Man
- Réalisation : Reginald Hudlin
- Scénario : Tim Meadows, Dennis McNicholas et Andrew Steele
- Musique : Marcus Miller
- Photographie : Johnny E. Jensen
- Montage : Earl Watson
- Production : Lorne Michaels
  - Production exécutive : Erin Fraser, Thomas Levine et Robert K. Weiss
  - Production associée : Albert Botha
- Société de production : Paramount Pictures
- Genre : Comédie
- Durée : 84 minutes
- Pays :  États-Unis
- Dates de sortie :  
  - États-Unis : 13 octobre 2000
  - France : 21 février 2001

## Distribution
- Tim Meadows (VF : Lucien Jean-Baptiste) : Leon Phelps
- Karyn Parsons (VF : Magali Berdy) : Julie Simmons
- Billy Dee Williams (VF : Jean Roche) : Lester
- John Witherspoon (VF : Robert Darmel) : Scrap Iron
- Jill Talley (VF : Pascale Jacquemont) : Candy
- Lee Evans (VF : Georges Caudron) : Barney
- Will Ferrell (VF : Sylvain Lemarié)  : Lance DeLune
- Sofia Milos (VF : Françoise Valmont) : Cheryl
- Eugene Levy (VF : René Morard) : Bucky Kent
- Inna Korobkina : Fille de Hef
- David Huband : Frank
- Jammer : Wrestler
- Ken Hudson Campbell (VF : Antoine Tomé) : Hal
- Kevin McDonald (VF : Jean-Michel Frecon) : Mail Man
- Tamala Jones (VF : Claudine Grémy) : Theresa
- Julianne Moore (VF : Brigitte Virtudes) : Audrey
- Tiffani Thiessen (VF : Annie Milon) : Honey DeLune
- Rocky Carroll (VF : Thierry Desroses) : Cyrus Cunningham